# Massimo Vallerani
Massimo Valerio Vallerani (Roma, 11 dicembre 1961) è uno storico italiano.

## Biografia
Laureatosi alla Sapienza con Girolamo Arnaldi, ha frequentato come borsista l'Istituto italiano per gli studi storici nell'anno accademico 1987-88. Dal 1995 insegna storia medievale all'Università di Torino. Dal 2018 è direttore dell'Indice. Ha fornito contributi importanti sulla storia della giustizia in età medievale, soprattutto nelle sue relazioni con le istituzioni comunali e le compagini sociali. Oltre alla monografia La giustizia pubblica medievale, Bologna, Il mulino, 2005 (tradotta in inglese nel 2012 dalla Catholic University of America press), ha prodotto decine di saggi sulle principali riviste storiche. Ha inoltre curato i volumi Sistemi di eccezione (Bologna, Il mulino, 2009), Tecniche di potere nel tardo Medioevo: regimi comunali e signorie in Italia (Roma, Viella, 2010), e collaborato all'edizione italiana del Dizionario dell'Occidente medievale di  Jacques Le Goff e Jean-Claude Schmitt (Torino, Einaudi, 2011).